# Decsy Sámuel
Decsy Sámuel (Rimaszombat, 1742. január 12. – Bécs, 1816. január 25.) magyar író, bölcselet- és orvosdoktor.

## Élete
Pozsonyban és Sárospatakon tanult, azután külföldi egyetemekre Németországba és Hollandiába ment, és ott szerezte meg doktori oklevelét. Visszatérve állandó lakhelyéül Bécset választotta, ahol egyike volt azoknak a magyaroknak, akik sokat fáradoztak a nemzeti irodalom fejlesztésén, illetve a magyar nyelv terjesztésén. Különösen sokat hatott erre a második magyar nyelvű hírlap, az általa 23 éven át szerkesztett bécsi Magyar Kurir.
A lapot Szacsvay Sándor indította meg 1786 decemberében és 1793-ig szerkesztette. Őt a bécsi kancellária menesztette és 1793-ban Decsy Sámuelt nevezte ki szerkesztőnek. Szerkesztőtársa Pánczél Dániel volt.

## Munkái
- Dissertatio inauguralis historico physica de successivo telluris incremento (Trajectum (Utrecht), 1776)

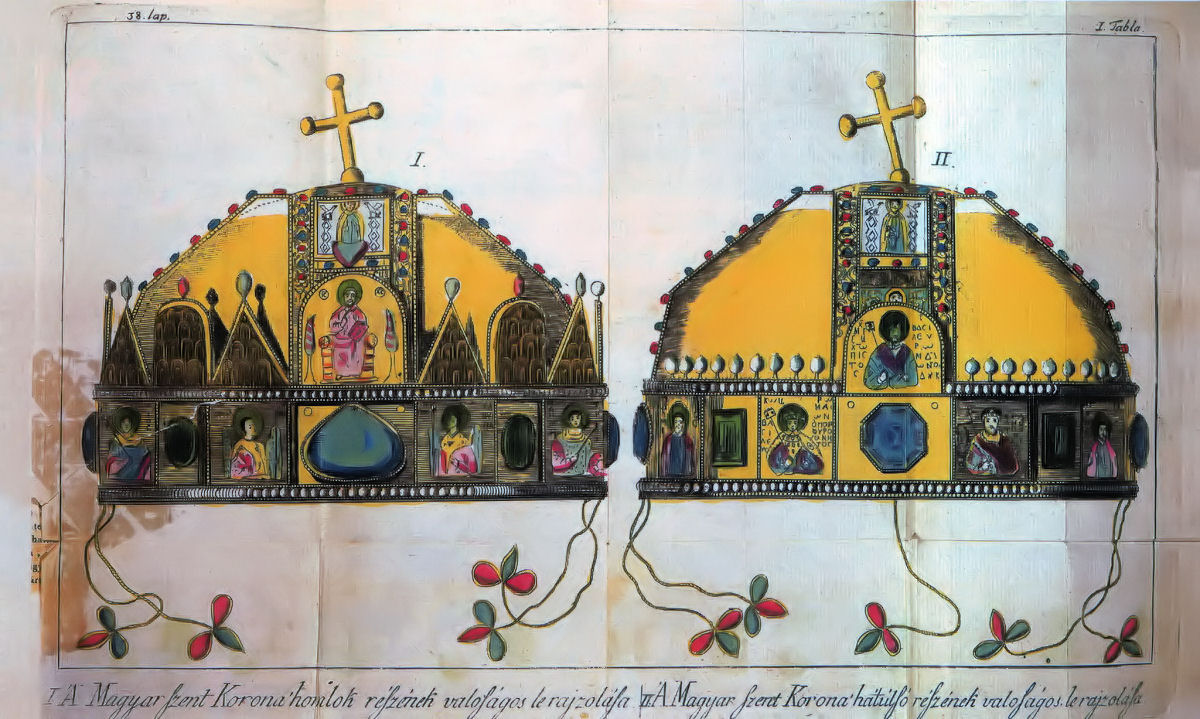
A Szent Koronáról készült metszet Decsy Sámuel könyvében

- Medicus philosophus deo aequalis, effatum Hippocraticum commentatione academica illustratum (Trajectum (Utrecht), 1777)
- Osmanografia, az az: A török birodalom természeti, erkölcsi, egyházi, polgári s hadi állapottyának, és a magyar királyok ellen viselt nevezetesebb hadakozásainak summás leirása (Bécs, 1788–1789), három rész, két térképpel
- Osmanografia, az az A' Török Birodalom' természeti, erköltsi, egy-házi, polgári, 's hadi állapottyának, és a' magyar királyok ellen viselt nevezetesebb hadakozásainak summás leirása, 1-3.; hasonmás kiad.; Kossuth, Bp., 2007 (Amor librorum)
- Pannoniai Féniksz, avagy hamvából feltámadott magyar nyelv (Bécs, 1790; a linkelt változat a Digitális klasszika honlapján)
- A magyar szent koronának és az ahoz tartozó tárgyaknak historiája (Bécs, 1792) arcképével és 36 színes rézmetszettel
  - A' magyar Szent Koronának és az ahoz tartozó tárgyaknak históriája, mellyet sok régi és újjább irásokból ki jegyzett, rendbe szedett, meg világositott, 's kedves hazafiainak hasznokra közönségessé tett Decsy Sámuel; hasonmás kiad.; Kossuth, Bp., 2008 (Értékőrző könyvtár)
  - A' magyar Szent Koronáról. Décsy Sámueltől írtt históriának meg-rostálása Katona István által; hasonmás kiad.; Pytheas, Bp., 2009
- Magyar Almanak 1794. 1795. és 1796. esztendőre D. D. S. által. (Bécs, 1793–1795.) Három kötet (Historiai s statisztikai évkönyv)
- Házi kereszt (Bécs, 1793)
- A mezei gazdaságot tárgyazó jegyzések (Bécs, 1800–1801 (Pánczél Dániellel együtt)
- Egyiptom historiája. (Bécs, 1811)
- Eredeti levele Tóth Ferenchez 1807. április 22-i keltezéssel az Országos Széchényi Könyvtárban
- A magyar Szent Koronát őrző bandériumok története; Jókai Mór Városi Könyvtár, Pápa, 2020